# Port lotniczy Kulusuk
Port lotniczy Kulusuk (IATA: KUS, ICAO: BGKK) – port lotniczy położony w Kulusuk, w gminie Sermersooq, w południowo-wschodniej Grenlandii.

## Linie lotnicze i połączenia
| Linia Lotnicza | Kierunek                              |
| -------------- | ------------------------------------- |
| Air Greenland  | 1. Nerlerit Inaat 2. Nuuk 3. Tasiilaq |
| Icelandair     | 1. Reykjavík-Keflavík                 |